# Postura retórica
Postura retórica refere-se à posição ou perspectiva a qual um locutor (ou escritor) adota para transmitir sua mensagem de forma eficaz a um determinado público. Envolve escolhas de tom, estilo e linguagem para persuadir, informar, entreter ou envolver o público em questão. A postura retórica pode incluir elementos como o uso do ethos (do grego, ἔθος; o estabelecimento de credibilidade), do pathos (do grego, πάθος; o apelo às emoções) e do logos (do grego λόγος; o uso raciocínio lógico) para moldar o impacto geral de uma situação comunicativa. Esses três elementos são aspectos importantes da retórica e da comunicação persuasiva.

## Objetivo
A aplicação de uma postura retórica desempenha um papel fundamental no refinamento de argumentos. No domínio da composição retórica, a persona, o público e os fatores contextuais estão intrinsecamente interligados, de modo a estabelecer a base para uma postura retórica persuasiva.
O teórico Wayne Booth definiu a retórica como “a arte da persuasão". Desse modo, conforme estudiosos como James L. Golden, Goodwin Berquist e William Coleman, locutores (aqueles que escrevem ou falam em público) devem procurar utilizar habilmente toda a gama de habilidades comunicativas e argumentos possíveis a seu contexto para transmitir a mensagem pretendida de modo eficaz. Aristóteles, por sua vez, postulou que os argumentos acessíveis a qualquer sujeito dependem das circunstâncias únicas da situação retórica, enquanto Lloyd Bitzer argumentou que a disponibilidade de argumentos é moldada pelas intrincadas relações entre o autor, o público, o contexto e o propósito do discurso.
Na perspectiva de Booth, um autor ou orador proficiente, ao adotar uma postura retórica, harmoniza três componentes fundamentais em seu discurso: o orador, o argumento e o público. Este equilíbrio é alcançado através do uso hábil de uma voz adequada que transmita caráter, da apresentação explícita de todos os argumentos pertinentes relativos ao assunto e da consideração cuidadosa das características e disposições distintas do público. O argumento de Booth afirma que um orador que negligencia a interação entre ele e seu público, confiando apenas nas informações que apresenta sobre o assunto, “produzirá ensaios acadêmicos que carecem de envolvimento do leitor, compostos não para um público, mas apenas para inclusão em bibliografias”.
Ademais, os comunicadores podem optar por incluir ou excluir pontos específicos do seu argumento ou ajustar o seu tom para se alinhar com as expectativas do seu público-alvo.

## Contexto
Os autores se posicionam em relação ao seu público com base nos elementos contextuais relevantes que afetam a situação comunicativa. Brian Street defendeu uma definição ampla de "contexto" para incluir "sistemas conceituais, estruturas políticas, processos econômicos e assim por diante, em vez de simplesmente uma 'rede' ou 'interação'." Stephen Levinson tem uma definição mais restrita, o que limita os elementos contextuais relevantes a eventos imediatos e observáveis. Alguns exemplos de “contexto” mundano que podem influenciar um autor ou palestrante são assuntos atuais ou políticos, desastres naturais, padrões religiosos ou sociais ou guerra. </link>

## O triângulo retórico e o tetraedro

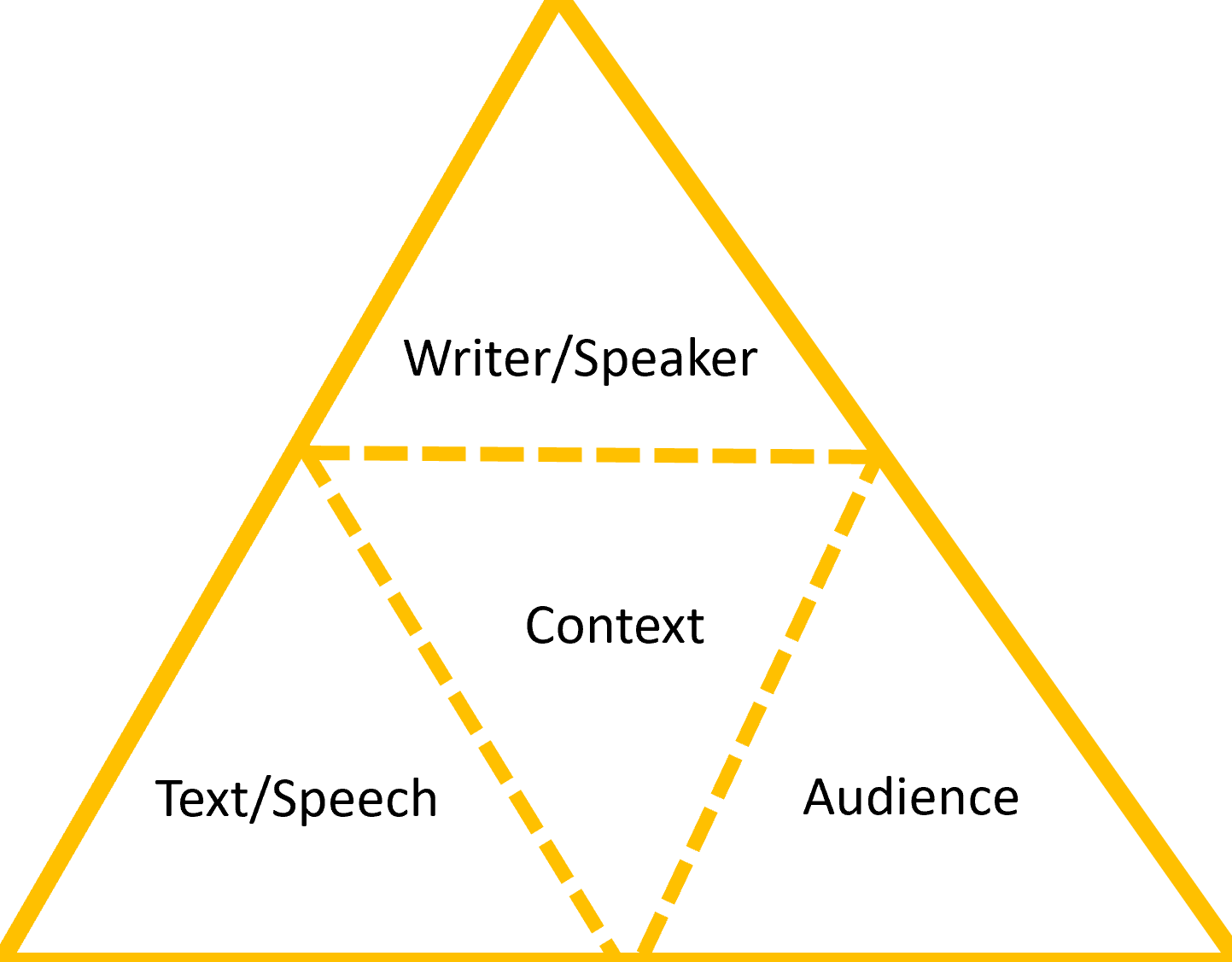
Tetraedro Retórico

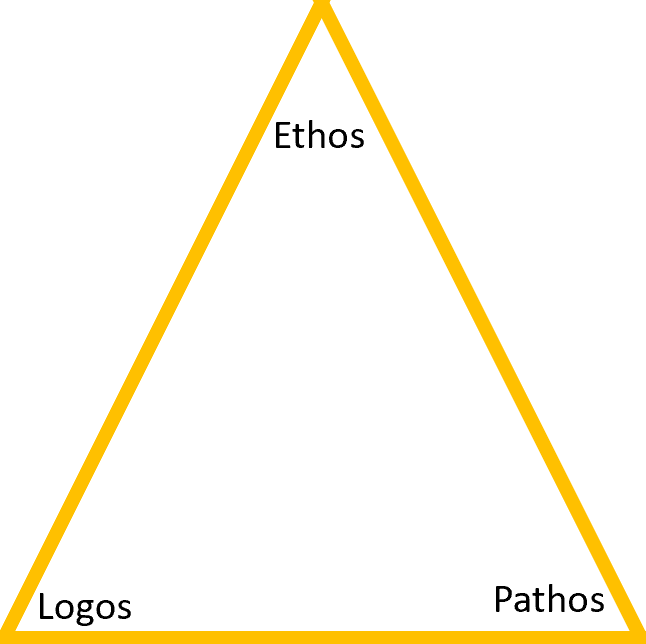
Triângulo Retórico

Aristóteles estabeleceu a tríade clássica de ethos (ἔθος), pathos (πάθος) e lógos (λόγος). Esses três elementos constituem a tríade aristotélica dos apelos, que serve de base ao triângulo retórico. O triângulo retórico evoluiu de seu modelo sofístico original para o que a retórica Sharon Crowley descreve como o triângulo retórico “ pós-moderno ”: o tetraedro retórico. O triângulo retórico expandido agora enfatiza o contexto ao integrar elementos situacionais.
A versão original inclui apenas três pontos: o escritor/orador (ethos), o público (pathos) e a própria mensagem (logos). Todos os pontos afetam uns aos outros, portanto, dominar cada um deles cria uma postura retórica persuasiva.
O tetraedro retórico carrega esses três pontos junto com o contexto. O contexto pode ajudar a explicar “por que” e “como” algo é escrito, apresentando o ambiente em que foi criado.

## Público
De acordo com Aristóteles e os retóricos do século XX, oradores experientes iniciam seu processo de adoção de postura retórica com uma análise do público . Autores e palestrantes profissionais usam seu conhecimento do assunto e estabelecem credibilidade para ajudar a influenciar a forma como sua mensagem é recebida. O retórico George Campbell explicou como alguém pode ganhar poder e atrair seu público aplicando tons argumentativos e emocionais. Aristóteles enfatizou a consideração da natureza humana e da emoção, a fim de alcançar uma compreensão bem-sucedida do público e o estabelecimento da relação necessária para alcançar a persuasão. De acordo com Kenneth Burke, o orador cria essa impressão ao demonstrar uma compreensão das necessidades do público e ao "substanciar" as relações intelectuais e empáticas entre si e o público. Seguindo a teoria de Aristóteles, o senador romano Cícero explicou que, adaptando-se às emoções do público, pode-se conseguir ganhar seu respeito e atenção.

## Na Academia
Na academia, diversos cursos oferecidos nas instituições incorporam postura retórica. Os departamentos de Filosofia e Letras, especialmente, implementaram essa tática em seus planos educacionais. Nas aulas sobre Retórica, a postura retórica é usada quando o orador se dirige ao público.
De acordo com Ross Winterowd, palestrantes e autores ajustam sua postura retórica para acomodar um público específico. </link> Quando o orador está falando, ele altera sua postura retórica e usa várias técnicas para diferentes públicos com base na situação particular. Existem várias maneiras pelas quais um palestrante ou escritor pode fazer com que seu público sinta uma conexão ou relação com eles. Os palestrantes usam ancoragem e revezamento (ou transmissão) para atrair seu público. A ancoragem usa imagens para ajudar o locutor a transmitir pontos específicos, enquanto o revezamento usa imagens em movimento, como vídeos, histórias em quadrinhos, etc., com a mesma finalidade. Um pronome específico pode fazer o público se sentir incluído ou excluído. Se o autor diz, por exemplo, “Todos nós, europeus, somos bem viajados”, isso implica que todos “nós”, europeus, concordamos com o facto de “nós” sermos bem viajados. No entanto, se um não-europeu estiver na audiência, não sentirá uma ligação ao orador ou ao autor, o que o fará sentir-se deslocado.

## Fora da Academia
Um orador (ou escritor) assume uma postura retórica em todas as comunicações, não apenas em discursos públicos, argumentos formais ou ensaios acadêmicos. Embora se encontre a maior parte da discussão sobre postura retórica na academia, uma miríade de "comunidades não-acadêmicas", como no âmbito dos negócios, do direito e da política, do jornalismo e da mídia, e de instituições religiosas podem utilizar e discutir sobre as teorias da Postura Retórica.